# Robert Darwin

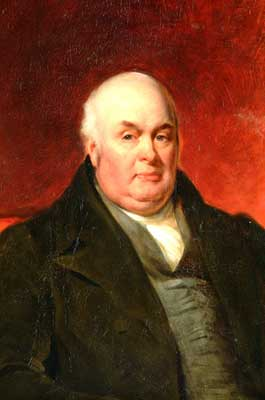
Robert Darwin
Ölgemälde von James Pardon

Robert Waring Darwin (* 30. Mai 1766 in Lichfield; † 13. November 1848 in Shrewsbury) war ein englischer Arzt. Er war der Sohn von Erasmus Darwin und der Vater von Charles Darwin.

## Leben und Wirken
Robert Darwin erhielt seit seinem zwölften Lebensjahr Unterricht von Privatlehrern nach einem Lehrplan, den sein Vater, Erasmus Darwin, zusammenstellte und der zahlreiche neue Fächer, zum Beispiel Gartenbau, geologisch-mineralogische Feldarbeit, chemische Experimente, aber auch Rechnungswesen umfasste. Er studierte Medizin an der Universität Leiden und machte dort am 26. Februar 1785 bei Dionysius Godefridus van der Keessel seinen Abschluss als Doktor der Medizin. Unter dem Titel New Experiments on the Ocular Spectra of Light and Colours trug er den Inhalt seiner Dissertation am 23. März 1786 der Royal Society vor, die ihn am 21. Februar 1788 zu ihrem Mitglied wählte.
Im Anschluss an sein Studium ließ er sich mit der finanziellen Unterstützung seines Vaters in Shrewsbury als Arzt nieder und genoss bald eine hohe Anerkennung.
Am 18. April 1796 heiratete Robert Darwin in St. Marylebone (Middlesex) Susannah Wedgwood (* 3. Januar 1765; † 15. Juli 1817), die Tochter des Keramikfabrikanten Josiah Wedgwood, mit der er sechs Kinder hatte:
- Marianne Darwin (1798–1858)
- Caroline Sarah Darwin (1800–1888)
- Susan Elizabeth Darwin (1803–1866)
- Erasmus Alvey Darwin (1804–1881)
- Charles Robert Darwin (1809–1882)
- Emily Catherine Darwin (1810–1866)

In seiner Autobiografie charakterisierte Charles Darwin die äußere Erscheinung seines Vaters folgendermaßen:

„Er war ungefähr 6 Fuß und 2 Zoll groß [ca. 188 cm], hatte breite Schultern und war sehr korpulent, 
so daß er der größte Mann war, den ich jemals gesehen habe. Als er sich das letzte Mal wog, war er 24 Stone [ca. 152 kg] schwer, wurde aber später noch viel schwerer.“

## Schriften
- Dissertatio physico-medica inauguralis Experimenta nova de spectris seu imaginibus ocularibus coloratis exhibens : quae, objectis lucidioribus antea visis, in oculo clauso vel averso percipiuntur, quam annunete summo numine, ex auctoritate … Dionysii Godefridi van der Keessel … pro gradu doctoratus, summisque in medicina honoribus et privilegiis rite et legitime consequendis. Leiden 1785 – Dissertation
- New Experiments on the Ocular Spectra of Light and Colours. By Robert Waring Darwin, M.D.; Communicated by Erasmus Darwin, M.D. F.R.S. In: Philosophical Transactions of the Royal Society. Band 76, 1786, S. 313–348. online, pdf